# Montreuil (Vendée)
Montreuil és un municipi francès situat al departament de Vendée i a la regió de País del Loira. L'any 2007 tenia 821 habitants.

## Demografia

### Població
El 2007 la població de fet de Montreuil era de 821 persones. Hi havia 304 famílies de les quals 54 eren unipersonals (25 homes vivint sols i 29 dones vivint soles), 111 parelles sense fills, 119 parelles amb fills i 20 famílies monoparentals amb fills.
La població ha evolucionat segons el següent gràfic:
Habitants censats

### Habitatges
El 2007 hi havia 359 habitatges, 311 eren l'habitatge principal de la família, 38 eren segones residències i 10 estaven desocupats. 355 eren cases i 1 era un apartament. Dels 311 habitatges principals, 256 estaven ocupats pels seus propietaris, 50 estaven llogats i ocupats pels llogaters i 4 estaven cedits a títol gratuït; 9 tenien dues cambres, 45 en tenien tres, 89 en tenien quatre i 167 en tenien cinc o més. 266 habitatges disposaven pel capbaix d'una plaça de pàrquing. A 127 habitatges hi havia un automòbil i a 165 n'hi havia dos o més.

### Piràmide de població
La piràmide de població per edats i sexe el 2009 era:
| Homes | Edats   | Dones |
| ----- | ------- | ----- |
| 0     | 95 o +  | 0     |
| 0     | 90 a 94 | 0     |
| 0     | 85 a 89 | 12    |
| 12    | 80 a 84 | 8     |
| 8     | 75 a 79 | 20    |
| 20    | 70 a 74 | 8     |
| 8     | 65 a 69 | 4     |
| 24    | 60 a 64 | 24    |
| 28    | 55 a 59 | 16    |
| 28    | 50 a 54 | 28    |
| 16    | 45 a 49 | 28    |
| 28    | 40 a 44 | 16    |
| 20    | 35 a 39 | 24    |
| 40    | 30 a 34 | 24    |
| 4     | 25 a 29 | 16    |
| 8     | 20 a 24 | 12    |
| 20    | 15 a 19 | 8     |
| 32    | 10 a 14 | 16    |
| 24    | 5 a 9   | 24    |
| 20    | 0 a 4   | 12    |

## Economia
El 2007 la població en edat de treballar era de 532 persones, 385 eren actives i 147 eren inactives. De les 385 persones actives 358 estaven ocupades (207 homes i 151 dones) i 27 estaven aturades (8 homes i 19 dones). De les 147 persones inactives 48 estaven jubilades, 46 estaven estudiant i 53 estaven classificades com a «altres inactius».

### Ingressos
El 2009 a Montreuil hi havia 315 unitats fiscals que integraven 827,5 persones, la mediana anual d'ingressos fiscals per persona era de 17.290 €.

### Activitats econòmiques
Dels 16 establiments que hi havia el 2007, 2 eren d'empreses de fabricació de material elèctric, 1 d'una empresa de fabricació d'altres productes industrials, 3 d'empreses de construcció, 1 d'una empresa de comerç i reparació d'automòbils, 2 d'empreses de transport, 2 d'empreses de serveis, 3 d'entitats de l'administració pública i 2 d'empreses classificades com a «altres activitats de serveis».
Dels 5 establiments de servei als particulars que hi havia el 2009, 1 era una funerària, 2 guixaires pintors, 1 fusteria i 1 saló de bellesa.
L'any 2000 a Montreuil hi havia 15 explotacions agrícoles que ocupaven un total de 850 hectàrees.

## Equipaments sanitaris i escolars
El 2009 hi havia una escola elemental integrada dins d'un grup escolar amb les comunes properes formant una escola dispersa.

## Poblacions més properes
El següent diagrama mostra les poblacions més properes.